# Sexy as Hell
Sexy as Hell  è il settimo album studio della cantante tedesca Sarah Connor, pubblicato dalla X-Cell e Universal Music Group il 28 Agosto 2008.

## Tracce
1. Sexy as Hell – 3:13
2. Under My skin (T.S.O.B. MIX) – 3:17
3. I Believe in You – 3:31
4. I'll Kiss It Away – 3:29
5. Play – 3:19
6. Still Crazy in Love – 4:27
7. Beautiful View – 3:17
8. Touch – 4:09
9. See You Later – 3:27
10. Fall Apart – 3:08
11. Act Like You – 3:31
12. Your Love Is Dangerous – 3:59

Traccia bonus nell'edizione deluxe
1. Enhaced Part: Under My Skin